# Saně na Zimních olympijských hrách 2006
Saně na olympiádě v Turíně byly na programu od 11. do 15. února 2006 na trati Cesana Pariol.

## Medailové pořadí zemí
| Pořadí | Země           | Zlato | Stříbro | Bronz | Celkově |
| ------ | -------------- | ----- | ------- | ----- | ------- |
| 1.     | Německo (GER)  | 1     | 2       | 1     | 4       |
| 2.     | Itálie (ITA)   | 1     | 0       | 1     | 2       |
| 3.     | Rakousko (AUT) | 1     | 0       | 0     | 1       |
| 4.     | Rusko (RUS)    | 0     | 1       | 0     | 1       |
| 5.     | Lotyšsko (LAT) | 0     | 0       | 1     | 1       |
|        | Celkem         | 3     | 3       | 3     | 9       |

## Medailisté

### Muži
| Disciplína  | Zlato                                             | Výkon    | Stříbro                                             | Výkon    | Bronz                                                      | Výkon    |
| ----------- | ------------------------------------------------- | -------- | --------------------------------------------------- | -------- | ---------------------------------------------------------- | -------- |
| jednotlivci | Armin Zöggeler · Itálie (ITA)                     | 3:26,088 | Albert Demtščenko · Rusko (RUS)                     | 3:26,198 | Mārtiņš Rubenis · Lotyšsko (LAT)                           | 3:26,445 |
| dvojice     | Andreas Linger a Wolfgang Linger · Rakousko (AUT) | 1:34,497 | André Florschütz a Torsten Wustlich · Německo (GER) | 1:34,807 | Gerhard Plankensteiner a Oswald Haselrieder · Itálie (ITA) | 1:34,930 |

### Ženy
| Disciplína    | Zlato                        | Výkon    | Stříbro                            | Výkon    | Bronz                             | Výkon    |
| ------------- | ---------------------------- | -------- | ---------------------------------- | -------- | --------------------------------- | -------- |
| jednotlivkyně | Sylke Ottová · Německo (GER) | 3:07,979 | Silke Kraushaarová · Německo (GER) | 3:08,115 | Tatjana Hüfnerová · Německo (GER) | 3:08,460 |